# Ninjin gōkaku
Ninjin gōkaku (ニンゲン合格?), noto anche col titolo internazionale di License to Live, è un film del 1998 scritto e diretto da Kiyoshi Kurosawa e interpretato da Hidetoshi Nishijima.

## Trama
Il film racconta le vicende di un ragazzo che si sveglia improvvisamente dopo dieci anni di coma e si ritrova a dover ricostruire la propria vita in un mondo radicalmente diverso da quello che conosceva.